# 1 Billion Views
Albums de EXO-SC
What a Life
(2019)
Singles
1. Telephone
Sortie : 7 juillet 2020
2. 1 Billion Views
Sortie : 13 juillet 2020

1 Billion Views est le premier album studio d'EXO-SC, le second sous-groupe d'EXO ainsi que le premier duo formé, et est sorti le 13 juillet 2020 sous SM Entertainment et distribué par Dreamus Company Korea.

## Contexte et sortie
Le 9 juin 2020, les médias sud-coréens ont annoncé qu'EXO-SC ferait son retour prochainement. Plus tard, SM Entertainment a confirmé l'information en ajoutant qu'ils préparaient un album dont la sortie serait prévue pour juillet. 
Le 23 juin, l'agence a annoncé que le duo ferait son comeback le 13 juillet avec un premier album studio intitulé 1 Billion Views, il devrait être constitué de neuf titres au total. Une première image teaser a également été mise en ligne par ailleurs. Du 1er au 12 juillet, des photos et vidéos teasers sont postées régulièrement. Des clips-vidéos sont notamment sortis, dont celui du premier single intitulé "Telephone", qui est un titre en collaboration avec 10cm (en), les solos de Chanyeol (le 9 juillet) ainsi que de Sehun (le 10 juillet).  Le 11 juillet, un premier teaser du second single est publié. Enfin, le 13 juillet, l'album est sorti dans les bacs ainsi que le clip musical de "1 Billion Views", dont le titre est présenté comme single principal de l'EP.

## Singles
L'album s'ouvre sur le titre "1 Billion Views", une chanson hip hop à la mode avec un son de guitare funky et un rythme disco addictif. Mettant en vedette la chanteuse Moon, elle compare le désir de voir quelqu'un un milliard de fois (de vues). Le deuxième morceau "Say It", mettant en vedette Penomeco (qui a également co-écrit les paroles), est décrit comme une chanson hip hop qui combine une base lourde de 808 et un rythme de bossa nova afin de "sentir l'ambiance estivale". "Telephone", avec 10cm, est décrit comme une chanson hip hop avec un riff de piano joyeux et un rythme de basse lourd.
"Fly away", mettant en vedette Gaeko qui a également participé à la composition de la chanson, est décrit comme une chanson hip-hop R&B basée sur des sons de groupe lyriques sentimentaux. "Nothin'", la chanson solo de Chanyeol, à laquelle il a participé à la fois à l'écriture et à la composition, est décrite comme une chanson hip hop R&B avec une harmonie entre les sons rêveurs de la guitare électrique et les rythmes lourds. Les paroles parlent de la détermination d'une personne à suivre son propre chemin en silence et sans prêter attention à l'environnement."On Me", le solo de Sehun, auquel il a participé à la fois à l'écriture et à la composition, est décrit comme une chanson trap hip-hop avec une basse rythmique et un synthétiseur puissant. "Rodeo Station" est une chanson hip hop qui combine des riffs de guitare simples et des rythmes décontractés. Dans les paroles, Sehun et Chanyeol reviennent sur leurs vies passées et présentes et se souviennent du paysage autour de la station de rodéo d'Apgujeong quand ils étaient stagiaires au sein de SM Entertainment. "Jet Lag" est une charmante chanson hip-hop R&B avec une performance de guitare lyrique avec des paroles sur le personnage principal qui est dans une relation et les deux ne peuvent pas se voir facilement, ils ont l'impression que leur amour se sépare à cause du temps qu'ils passent loin l'un de l'autre.

## Promotion
Le duo a tenu un live le jour de la sortie du mini-album, ils ont partagé quelques anecdotes sur la production de l'album, présenté les chansons y figurant et interprété les deux singles mais aussi "Rodeo Station" et "Fly Away". Ils ont par ailleurs interprété le single titre et "Rodeo Station" lors du concert en ligne CASS Blue Playground Connect 2.0, organisé par la célèbre marque sud-coréenne de bière Cass.
Le 14 juillet, le duo a participé à une émission de radio dans laquelle ils ont fait la promotion de l'opus.

## Accueil

### Succès commercial
Au lendemain de sa sortie, il a été révélé que le mini-album avait pris la première place du Top Albums Charts de iTunes dans 50 pays différents depuis sa sortie.

### Public
Le même jour que la sortie du clip-vidéo de 1 Billion Views, le duo a figuré dans les tendances mondiales de Twitter avec le hashtag #1BillionViews. 

## Liste des titres
| 1 Billion Views | 1 Billion Views                | 1 Billion Views                                   | 1 Billion Views                                                                                            | 1 Billion Views | 1 Billion Views | 1 Billion Views | 1 Billion Views | 1 Billion Views | 1 Billion Views |
| No              | Titre                          | Auteur                                            | Producteur(s)                                                                                              | Durée           |                 |                 |                 |                 |                 |
| --------------- | ------------------------------ | ------------------------------------------------- | --- | --------------- | --------------- | --------------- | --------------- | --------------- | --------------- |
| 1.              | 1 Billion Views (feat. Moon)   | Gaeko, Boi B (en), Chanyeol, Sehun                | Gaeko, GRAY, DAX (Grayground), SOLE (Devine Channel)                                                       | 03:29           |                 |                 |                 |                 |                 |
| 2.              | Say It (feat. Penomeco (en))   | Gaeko, Thama, Chanyeol, Sehun, Penomeco           | Ninos Hanna, Adam Kulling, Yei Gonzalez, Santiago Rodriguez Liem                                           | 03:20           |                 |                 |                 |                 |                 |
| 3.              | Rodeo Station                  | Gaeko, Boi B, Chanyeol, Sehun                     | Gaeko, Padi, Kim Tae-san, Thama (Devine Channel)                                                           | 03:40           |                 |                 |                 |                 |                 |
| 4.              | Telephone (feat. 10cm (en))    | Chanyeol, MQ, Jeon Yong-joon, Yunji, Gaeko, Sehun | Chanyeol, MQ, Jeon Yong-joon, Yunji, Gaeko, Sehun                                                          | 03:15           |                 |                 |                 |                 |                 |
| 5.              | Jet Lag                        | Gaeko, Hangzoo (en), Chanyeol, Sehun              | Gaeko, Thama (Devine Channel), Padi, Kim Tae-san                                                           | 03:17           |                 |                 |                 |                 |                 |
| 6.              | Fly Away (feat. Gaeko)         | Chanyeol, MQ, Jeon Yong-joon, Yunji, Gaeko, Sehun | Chanyeol, MQ, Jeon Yong-joon, Yunji, Gaeko, Sehun                                                          | 03:46           |                 |                 |                 |                 |                 |
| 7.              | Nothin' (Solo de Chanyeol)     | Chanyeol, Gaeko                                   | Nellz, Will Yanez, Mike Molina, John Mitchelle, Kyle Christopher, Chanyeol, Alexander "Eskeerdo" Izquierdo | 03:26           |                 |                 |                 |                 |                 |
| 8.              | On Me (Solo de Sehun)          | Chanyeol, MQ, Jeon Yong-joon, Yunji, Gaeko, Sehun | Chanyeol, MQ, Jeon Yong-joon, Yunji, Gaeko, Sehun                                                          | 02:54           |                 |                 |                 |                 |                 |
| 9.              | 1 Billion Views (Instrumental) |                                                   | Gaeko, Gray (Grayground), DAX (Grayground), SOLE (Devine Channel)                                          | 03:29           |                 |                 |                 |                 |                 |
| 30:39           |                                |                                                   | |                 |                 |                 |                 |                 |                 |

## Classements

### Classements hebdomadaires
| Classements                        | Meilleure position |
| ---------------------------------- | ------------------ |
| South Korea (Gaon)                 | 1                  |
| UK Digital Albums (OCC)            | 65                 |
| Japanese Albums (Oricon)           | 10                 |
| Japan Hot Albums (Billboard Japan) | 16                 |
| Polish Albums (ZPAV)               | 22                 |

## Ventes
| Pays               | Ventes  |
| ------------------ | ------- |
| South Korea (Gaon) | 526 868 |
| China (DL)         | 140 409 |
| Japan (Oricon)     | 5 824   |

## Certification
| Pays               | Certification  | Unités certifiés / Ventes |
| ------------------ | -------------- | ------------------------- |
| South Korea (Gaon) | Double Platine | 500 000                   |

## Prix et nominations

### Programmes de classements musicaux
| Chanson           | Programme        | Date            |
| ----------------- | ---------------- | --------------- |
| "1 Billion Views" | Music Bank (KBS) | 24 juillet 2020 |

## Historique de sortie
| Pays         | Date            | Format                   | Label                                   |
| ------------ | --------------- | ------------------------ | --------------------------------------- |
| Corée du Sud | 13 juillet 2020 | CD, téléchargement légal | SM Entertainment, Dreamus Company Korea |
| Monde entier | 13 juillet 2020 | Téléchargement légal     | SM Entertainment                        |